# Fivelandia 7
Fivelandia 7 è un album raccolta di sigle di programmi per bambini in onda sulle reti Fininvest pubblicata nel 1989.

## Descrizione
L'album è il settimo capitolo della collana Fivelandia e contiene le sigle dei cartoni animati andati in onda sulle reti Mediaset nel periodo intorno alla pubblicazione e le sigle dell'edizione 1989/90 dei due programmi contenitori Bim Bum Bam e Ciao Ciao. Sabato al circo era la sigla dell'omonimo programma televisivo in onda su Canale 5 il sabato sera e nel quale partecipavano, in vesti di conduttori, Cristina D'Avena ed i presentatori di Bim Bum Bam. Nella copertina di questa raccolta, ai pupazzi Five, Four e Uan si è aggiunto Ambrogio.
Si tratta dell'ultimo capitolo della raccolta in cui tutti i brani risultano già editi su 45 giri; dal 1990 in poi infatti la pubblicazione dei 45 giri delle sigle dei cartoni animati verrà progressivamente diradata fino ad essere definitivamente interrotta nel 1991. Quasi tutti i brani sono inediti su 33 giri; fanno eccezione Hilary, Denny e Lady Lovely che erano già state inserite nell'album Cristina D'Avena e i tuoi amici in TV 2 del 1988 e Cristina, presente nell'album omonimo pubblicato nel corso del 1989.
Nel 2006 l'album è stato ripubblicato, prima in versione doppia e successivamente singola.

## Tracce
1. Sabato al circo (Alessandra Valeri Manera/Carmelo Carucci) - 4:03
2. Evviva Palm Town (Alessandra Valeri Manera/Carmelo Carucci) - 3:06
3. Conte Dacula (Alessandra Valeri Manera/Vincenzo Draghi) - 3:11
4. Questa allegra gioventù (Alessandra Valeri Manera/Massimiliano Pani) -  3:51
5. I Puffi sanno (Alessandra Valeri Manera/Vincenzo Draghi) - 2:56
6. Ciao io sono Michael (Alessandra Valeri Manera/Vincenzo Draghi) - 3:27
7. Hilary (Alessandra Valeri Manera/Carmelo Carucci) - 3:01
8. Per me, per te, per noi, Ciao Ciao (Alessandra Valeri Manera/Vincenzo Draghi) - 2:47
9. Cristina (Alessandra Valeri Manera/Carmelo Carucci) - 3:15
10. Ti voglio bene Denver (Alessandra Valeri Manera/Carmelo Carucci) - 3:09
11. Piccolo Lord (Alessandra Valeri Manera/Carmelo Carucci) - 3:16
12. Denny (Alessandra Valeri Manera/Carmelo Carucci) - 3:14
13. Dolce Candy (Alessandra Valeri Manera/Carmelo Carucci) - 2:44
14. Teodoro e l'invenzione che non va (Alessandra Valeri Manera/Vincenzo Draghi) - 3:07
15. Lady Lovely (Alessandra Valeri Manera/Vincenzo Draghi) - 2:53
16. Viva Bim Bum Bam (Alessandra Valeri Manera/Vincenzo Draghi) - 3:49

## Interpreti
- Cristina D'Avena (n. 1-2-3-4-5-6-7-9-10-11-12-13-14-15)
- Paola Tovaglia, Four (Pietro Ubaldi) (n. 8)
- Paolo Bonolis, Carlotta Pisoni Brambilla, Carlo Sacchetti, Debora Magnaghi, Uan (Giancarlo Muratori), Ambrogio (Daniele Demma) (n. 16)
- Cori: I Piccoli Cantori di Milano diretti da Laura Marcora, Moreno Ferrara, Ricky Belloni, Silvio Pozzoli, Paola Tovaglia

## Differenze con la ristampa
L'album è stato ristampato due volte in formato CD, doppia e singola a partire dal 28 aprile 2006.

### Fivelandia 7 & 8
Fivelandia 7 & 8 è un album di Cristina D'Avena, pubblicato da RTI S.p.A. e distribuito da Edel, il 28 aprile 2006. La copertina dell'album, riprende in un formato più piccolo le copertine degli album originali.

### Tracce
CD 1
1. Sabato al circo (Alessandra Valeri Manera/Carmelo Carucci) - 4:03
2. Evviva Palm Town (Alessandra Valeri Manera/Carmelo Carucci) - 3:06
3. Conte Dacula (Alessandra Valeri Manera/Vincenzo Draghi) - 3:11
4. Questa allegra gioventù (Alessandra Valeri Manera/Massimiliano Pani) -  3:51
5. I Puffi sanno (Alessandra Valeri Manera/Vincenzo Draghi) - 2:56
6. Ciao io sono Michael (Alessandra Valeri Manera/Vincenzo Draghi) - 3:27
7. Hilary (Alessandra Valeri Manera/Carmelo Carucci) - 3:01
8. Per me, per te, per noi, Ciao Ciao (Alessandra Valeri Manera/Vincenzo Draghi) - 2:47
9. Cristina (Alessandra Valeri Manera/Carmelo Carucci) - 3:15
10. Ti voglio bene Denver (Alessandra Valeri Manera/Carmelo Carucci) - 3:09
11. Piccolo Lord (Alessandra Valeri Manera/Carmelo Carucci) - 3:16
12. Denny (Alessandra Valeri Manera/Carmelo Carucci) - 3:14
13. Dolce Candy (Alessandra Valeri Manera/Carmelo Carucci) - 2:44
14. Teodoro e l'invenzione che non va (Alessandra Valeri Manera/Vincenzo Draghi) - 3:07
15. Lady Lovely (Alessandra Valeri Manera/Vincenzo Draghi) - 2:53
16. Viva Bim Bum Bam (Alessandra Valeri Manera/Vincenzo Draghi) - 3:49

CD 2
1. Al circo, al circo (Alessandra Valeri Manera/Carmelo Carucci) - 3:37
2. Le avventure di Teddy Ruxpin (Alessandra Valeri Manera/Carmelo Carucci) - 3:29
3. Cri Cri (Alessandra Valeri Manera/Carmelo Carucci) - 3:52
4. Amici Puffi (Alessandra Valeri Manera/Vincenzo Draghi) - 3:14
5. Dinosaucers (Alessandra Valeri Manera/Carmelo Carucci) - 3:13
6. Grande, piccolo Magoo (Alessandra Valeri Manera/Vincenzo Draghi) - 3:21
7. Bim Bum Bam... ma che magia!!! (Alessandra Valeri Manera/Vincenzo Draghi) - 3:25
8. Niente paura, c'è Alfred! (Alessandra Valeri Manera/Carmelo Carucci) - 3:10
9. Super Mario (Alessandra Valeri Manera/Massimiliano Pani) - 4:01
10. Jenny, Jenny (Alessandra Valeri Manera/Vincenzo Draghi) - 3:29
11. Kiss me Licia (Alessandra Valeri Manera/Giordano Bruno Martelli) - 3:14
12. Una spada per Lady Oscar (Alessandra Valeri Manera/Carmelo Carucci) - 3:29
13. Tartarughe Ninja alla riscossa (Alessandra Valeri Manera/Vincenzo Draghi) - 3:48
14. Finalmente Ciao, Ciao (Alessandra Valeri Manera/Vincenzo Draghi) - 3:20